# Alphonse Frédéric d'Aragon
Alphonse Frédéric ou Alfonso Fadrique d'Aragon (mort probablement avant le 4 mars 1339). Fils illégitime du roi Frédéric II de Sicile. Lieutenant Général ou Vicaire du Duché d'Athènes de 1317 à 1330, Comte de Malte entre 1330 et 1338, il possède également d'importants territoires en Eubée et en Grèce centrale, dont le Comté de Salona. 

## Biographie
Alfonso Fadrique est l’aîné des enfants illégitimes (dont fait aussi partie Orlando d'Aragon) du roi Frédéric II de Sicile et de sa maîtresse Sybille Sormella.
En 1317 il est nommé par son père « vicaire » ou « lieutenant général » du duché d'Athènes, pour le compte de son jeune demi-frère légitime Roger Manfred.
Alphonse débarque dans le duché au début de 1317, à la tête de renforts, et devient le véritable chef de la Compagnie catalane en Grèce. Il apprend à la fin de l'année la mort accidentelle à Trapani à l’âge de 11 ans du jeune duc et la nomination comme nouveau duc titulaire de son autre demi frère Guillaume II d'Athènes âgé de 5 ans.
L’année même de sa nomination il épouse la belle Marulla ou Maria, fille et héritière de Boniface de Vérone, le plus puissant seigneur d'Eubée. Par ce mariage il reçoit l’expectative du contrôle de Carystos et d’Égine.
Alphonse Fadrique entre alors en conflit avec les tierciers, soutenus par la république de Venise qui était le suzerain de l’île d’Eubée. Repoussé par les forces vénitiennes, il doit conclure une trêve dès le 9 juin 1319 avec Francisco Dandolo, bayle vénitien de Négrepont de 1317 à 1319 ; cet accord  est renouvelé en 1321. Alphonse Fadrique conserve Carystos et Égine, mais il doit s’engager à respecter les possessions de Venise et des tierciers.
Après la disparition de Roger Desllor, il devient également comte de Salona en 1318. La mort en 1318 de Jean II Doukas lui donne l’occasion d’annexer son domaine en Thessalie méridionale : il s’empare de Lidorikion, Domokos, Pharsale, Siderocastron et de la région alentour (1319). Ces territoires forment le Duché de Néopatrie dont il adjoint le titre à celui d’Athènes. Alphonse Frédéric dont le gouvernement marque l’apogée de la domination catalane en Grèce conserve bien entendu la lieutenance générale des deux fiefs. 
En 1330 lorsqu’il est remplacé comme vicaire du duché d'Athènes par Odon de Novelles, il reçoit en compensation le titre de comte de Malte et Gozo.
Il est cité pour la dernière fois comme vivant dans une sentence d'excommunication datée du 29 décembre 1335 ; il meurt avant 1349, probablement avant le 4 mars 1339 (date d'un projet de rachat du château de Carystos par les Vénitiens). La datation par Karl Hopf de sa mort en 1338 repose sur une confusion avec son demi-frère Guillaume.

## Union et postérité
De son union avec Marulla da Verona (morte en 1326) sont nés :
- Simona, qui épouse en 1327 Giorgio Ghisi, le fils du tiercier Bartolomeo II Ghisi[4]
- Pierre Frédéric (mort en 1356)  comte de Salona et comte de Malte à la mort de son père
- Jean Fadrique d'Aragon
- Jacques Fadrique d'Aragon (mort en 1365) comte de Salona en 1356 et vicaire du duché d’Athènes (1356-1359).
- Boniface Fadrique d'Aragon, seigneur de Carystos et d’Égine.